# Dipartimento di Mandoul Orientale
Il dipartimento di Mandoul Orientale è un dipartimento del Ciad facente parte della provincia di Mandoul. Il capoluogo è Koumra.

## Comuni
Il dipartimento comprende i seguenti comuni:
- Bédaya
- Bessada
- Koumra
- Mouroum Goulayé
- Ngangara